# 蘇氏杜父魚
蘇氏杜父魚，為輻鰭魚綱鮋形目杜父魚亞目杜父魚科的其中一種，被IUCN列為易為保育類動物，為溫帶淡水魚，分布於北美洲美國哥倫比亞河流域，體長可達9.9公分，棲息在礫石底質、水質清澈冰冷的溪流底中層水域生活習性不明。

## 擴展閱讀
維基物種上的相關：蘇氏杜父魚